# خورخي أوليفر
خورخي أوليفر (مواليد 23 يناير 1981) هو سبّاح من بورتوريكو، مثّل بلاده في الألعاب الأولمبية الصيفية 2004.

## روابط خارجية
خورخي أوليفر على موقع الاتحاد الدولي للسباحة (الإنجليزية)
- خورخي أوليفر على موقع أوليمبيديا (الإنجليزية)